# Euoniticellus
Genre
Euoniticellus est un genre d'insectes coléoptères de la super-famille des scarabées, de la famille des Scarabaeidae.

## Listes d'espèces
Selon Fauna Europaea (27 mai 2022) :
- Euoniticellus fulvus
- Euoniticellus pallens
- Euoniticellus pallipes

Selon Catalogue of Life (27 mai 2022) :
- Euoniticellus africanus
- Euoniticellus cambeforti
- Euoniticellus capnus
- Euoniticellus cubiensis
- Euoniticellus fulvus
- Euoniticellus fumigatus
- Euoniticellus inaequalis
- Euoniticellus intermedius
- Euoniticellus kawanus
- Euoniticellus nasicornis
- Euoniticellus pallens
- Euoniticellus pallipes
- Euoniticellus parvus
- Euoniticellus perniger
- Euoniticellus tai
- Euoniticellus tibatensis
- Euoniticellus triangulatus
- Euoniticellus wittei
- Euoniticellus zumpti

Selon ITIS (8 nov. 2013) :
- Euoniticellus africanus (Harold, 1873)
- Euoniticellus cubiensis (Laporte, 1840)
- Euoniticellus intermedius (Reiche, 1849)